# 帕特里克·埃肯
帕特里克·克洛德·埃肯·埃肯（法語：Patrick Claude Ekeng Ekeng；1990年3月26日—2016年5月6日），是一名喀麥隆的前職業足球運動員，司職中場，曾效力羅馬尼亞足球甲級聯賽布加勒斯特戴拿模。
埃肯在2016年5月6日，在羅馬尼亞足球甲級聯賽對戰康斯坦察維托比賽中，心臟病發送院搶救後不治，終年26歲。

## 外部連結
- World Football profile
- Soccerway資料庫：帕特里克·埃肯
- SO Foot profile （页面存档备份，存于）